# 維亞濟沃克 (巴甫洛格勒區)
48°38′37″N 35°46′26″E / 48.64361°N 35.77389°E
維亞濟沃克（烏克蘭語：В'язівок），是烏克蘭的村落，位於該國中部第聶伯羅彼得羅夫斯克州，由巴甫洛格勒區負責管轄，處於維亞齊沃克河畔，始建於1775年，海拔高度72米。